# مقياس الموصلية الكهربائية

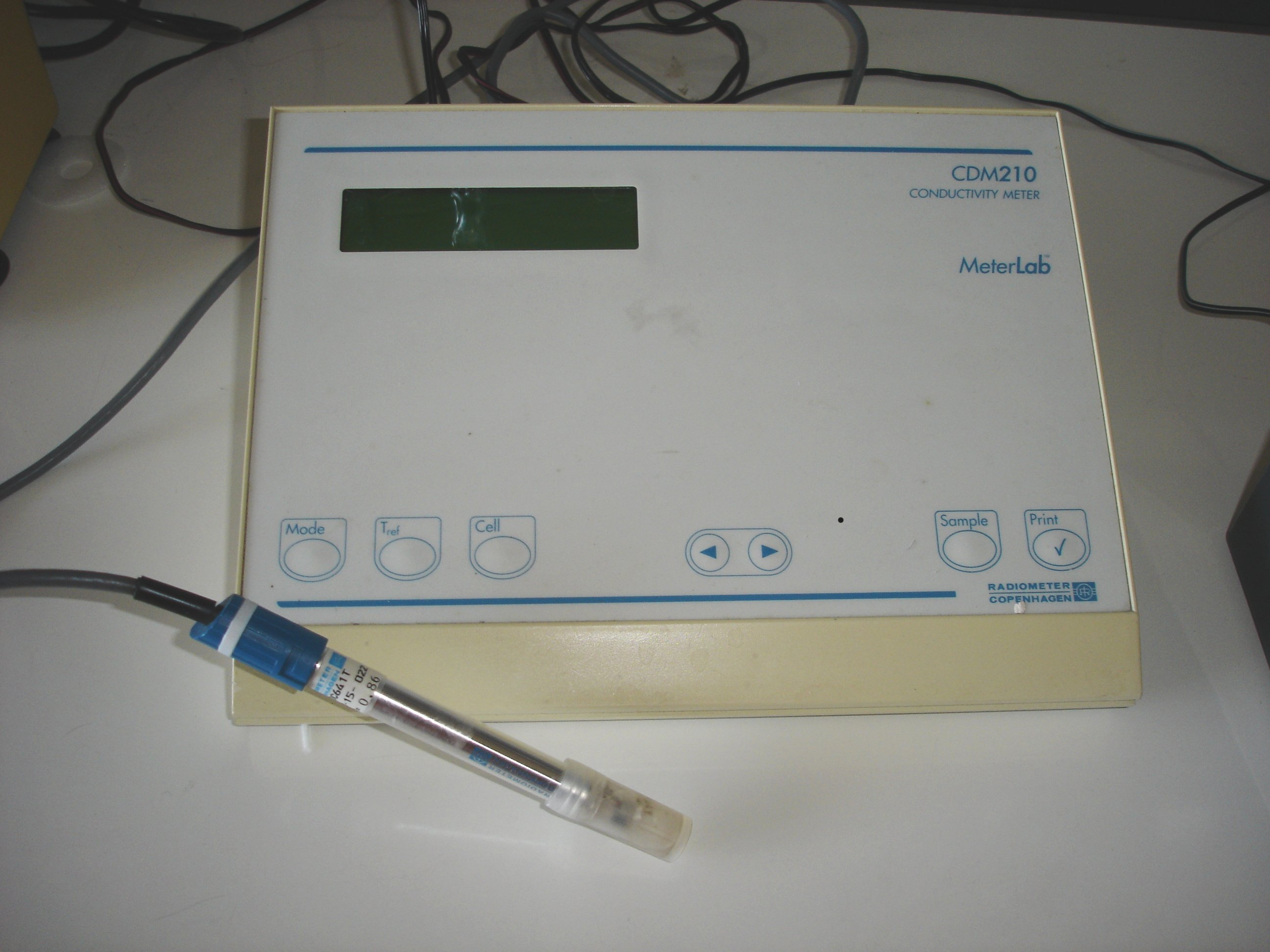
أحد أجهزة قياس الموصلية الكهربائية.

مقياس الموصلية الكهربائية هو أداة لقياس الموصلية الكهربائية في المحاليل. يستخدم هذا الجهاز عادة لمعرفة كمية الأملاح في المحاليل ولها استخدامات عملية في مراقبة كمية الأملاح والشوائب في المصادر المائية.